# ニョルズ
ニョルズ（古ノルド語：Njǫrðr ニョルズルとも）は、北欧神話に登場する神である。ヴァン神族の神であったが、のちに人質としてアース神族に移った。現代英語化された表記 Njord よりニヨルド、文字コードの制約による別表記 Njörð よりニエルドとも。
タキトゥスの『ゲルマニア』に記述がある大地の女神ネルトゥス（Nerthus）と深い関連があると考えられている。

## 関係者
息子はフレイ、娘はフレイヤ。妻は後述のスカジともされている。
また、フレイとフレイヤはスカジとの間の子ともいわれているが、『古エッダ』の『ロキの口論』第36節では、2人はニョルズの妹との間の子だとされている（ヴァン神族では近親婚は当然のように行われているため）。後者の場合、人質としてアース神族のところへ来る際に、妹を離縁し、ヴァン神族の元へ置いてきたと考えられている。

## 主なエピソード

### 『エッダ』

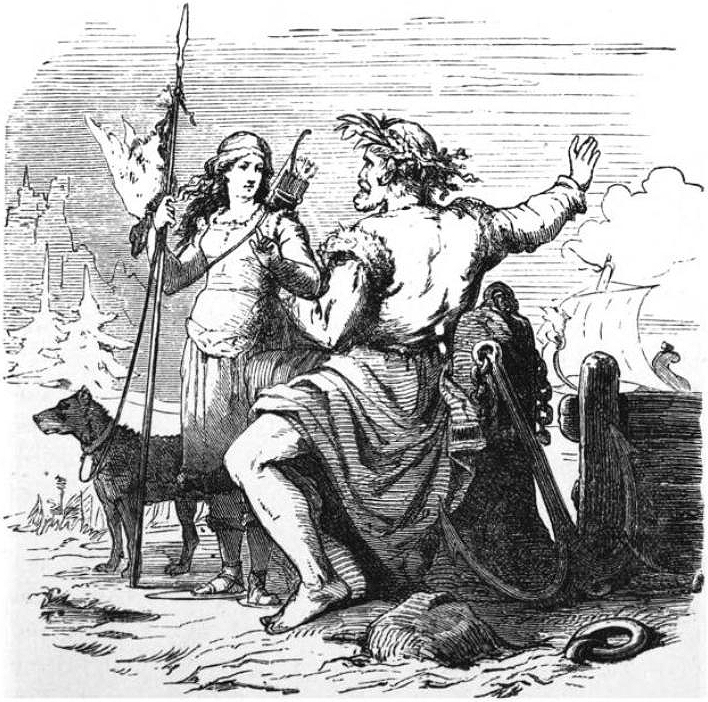
ニョルズとスカジ。1882年、Wilhelm Wägnerによる。

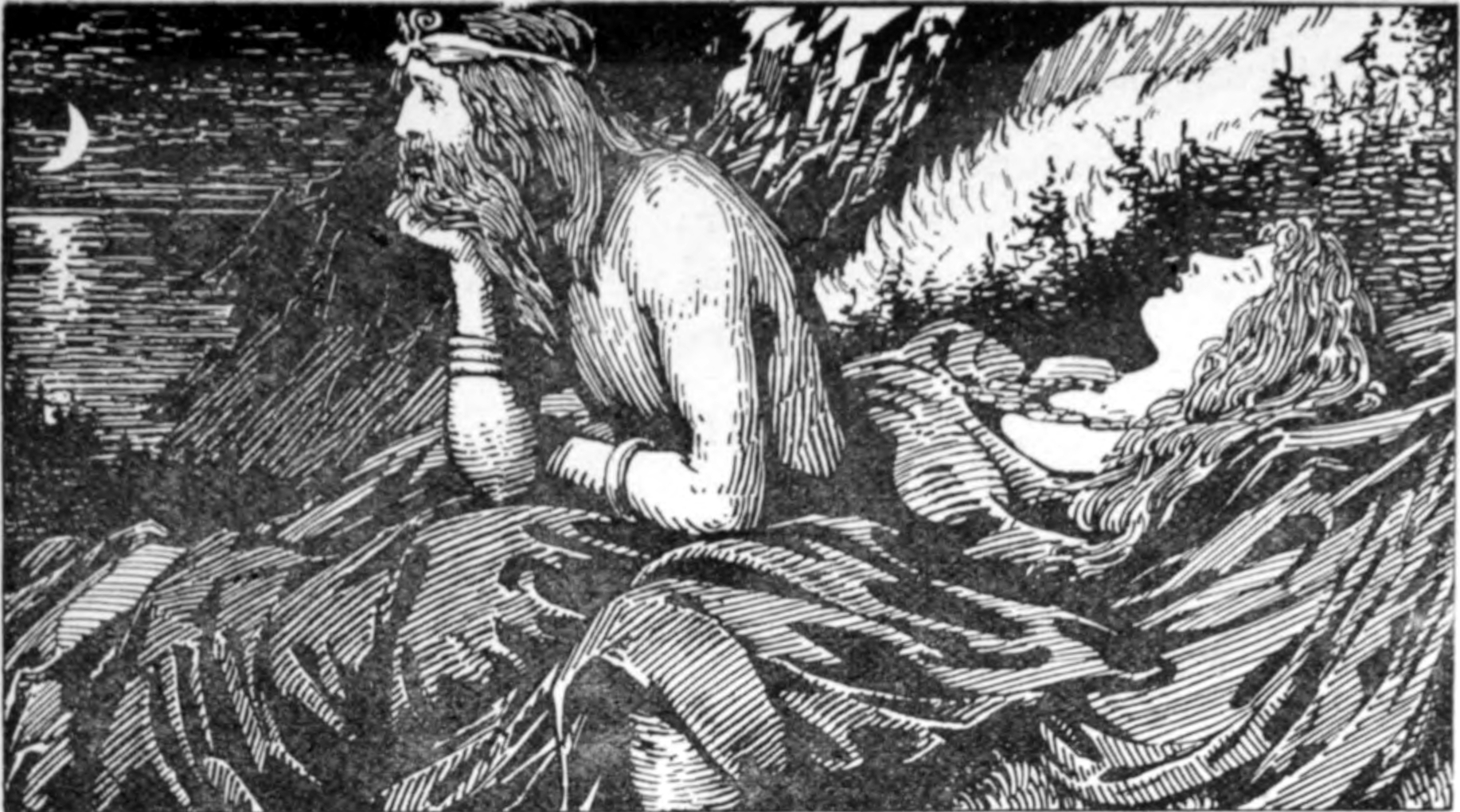
海を恋しがるニョルズ。1908年、コリングウッドによる。

ヴァン神族とアース神族の戦争が終わったときに、ニョルズは娘のフレイヤ、息子のフレイと共に人質にとられる。その後ヴァン神族の存在は薄くなっていき、いつの間にかこの3神はアース神族の一員となる。
『スノッリのエッダ』第二部『詩語法』で、巨人女性スカジとの結婚の経緯が伝えられている。自分の父の巨人スィアチが神々に殺され、復讐のためにアースガルズにやって来た娘のスカジに対し、神々はアース神族の一人を夫にすることで和解をもちかけた。彼女は男神の脚だけを見せられ、その美しさで選んだ。光と善の神バルドルを狙っていたのだが、脚の美しさで選んだ神はなんとニョルズだった。ニョルズの脚は常に波に洗われて美しかったのだが、美青年というより美丈夫だった。結婚はしたものの、海の神であるニョルズは海に近い自分の住居に住むことを望み、スキーで山を駆けては猟をすることを好むスカジは山にある父の館に住むことを望んだ。2人は9夜ずつお互いの住居で一緒に過ごすことにしたが、スカジの館で過ごしたニョルズは狼の吠える声を嫌がり、次にニョルズの館で過ごしたスカジは朝に海鳥の鳴き声で起こされるのが苦痛であった。結果、この夫婦は別れてしまったという。
H.R.エリス・デイヴィッドソンはこの物語に隠された過去の祭礼を見いだしている。すなわち、9日間の祭礼の間に「聖なる結婚」が行なわれ、片方の神が片方の神の奉られた場所へ運ばれたという祭祀が反映しているという解釈である。
また、スカジとニョルズの結婚は、サクソ・グラマティクスが述べるハディングスとレグニルダの結婚とよく似ているため、古くからその類似が論じられている。  
北欧の各地には、「ニョルズの神殿」「ニョルズの森」「ニョルズの耕地」を意味する地名が多く見られることから、彼が非常に崇拝されていたことは明白である。しかし前述の結婚の話以外では目立ったエピソードがない。またラグナロクでは多くの主要な神の死ぬ様が描かれているのだが、ニョルズがどのようにして死んだかは不明である。『古エッダ』の『ヴァフスルーズニルの言葉』第39節において、世界の終わる時にヴァン神族のところへ帰るだろうと言及されるのみである。
他に『ロキの口論』第34節では、ニョルズがロキから、人質として「東の神々」もしくは「東の巨人」の元へ送られたこと、ヒュミルの娘たちに溲瓶代わりにされて口の中に放尿されたことを指摘されている。

### 『ユングリング家のサガ』
『ユングリング家のサガ』では、ヴァナヘイムからアースガルズに来た〈富める〉ニョルズは、王のオーディンから犠牲祭の祭司を任ぜられた。オーディンの死後は2代目のスウェーデン王となったとされている。臨終の際はオーディンを追うように自身の体を傷つけて死んだといわれている。

### 『アイスランド人の書』
アリ・ソルギルスソンによる12世紀の歴史書『アイスランド人の書』には、ユングリング家からアリに連なる系譜が掲載されているが、ニョルズは系譜の2番目、トルコ王ユングヴィの次にスウェア王として名前が挙げられている。

### その他の神話
ニョルズは海の神とされ、漁業や魚の取り引きにおける守護者であった。冬の気候の厳しい北欧では夏の間しか漁業ができないことから、夏の神としての面も持っていた。また農業に適した土地が夏のフィヨルド周辺にあったことから、ニョルズは農業においても豊穣の神として崇められた。
北欧神話の海神には他にエーギルがいるが、エーギルが海の自然現象を象徴する面が強いのに対し、ニョルズは船や港、貿易、漁業に関係が深い。彼の住居はノーアトゥーンといい、その名前は「港」を意味し、場所も海に近いとされている。前述のスカジとの結婚が破綻したのは、山育ちのスカジが海鳥の鳴き声を嫌ったことも一因であった。
ニョルズは天のアースガルズとノーアトゥーンとに住み、エーギルが海で暴風雨を起こすと彼を止めるためにノーアトゥーンに戻ったともいわれている。ある時にはエーギルに向かって「妻のラーンの網を裂く」と一喝したところ、エーギルは引き下がり、荒れ狂っていた海面が静かになったという。

## 女神ネルトゥスとの関係

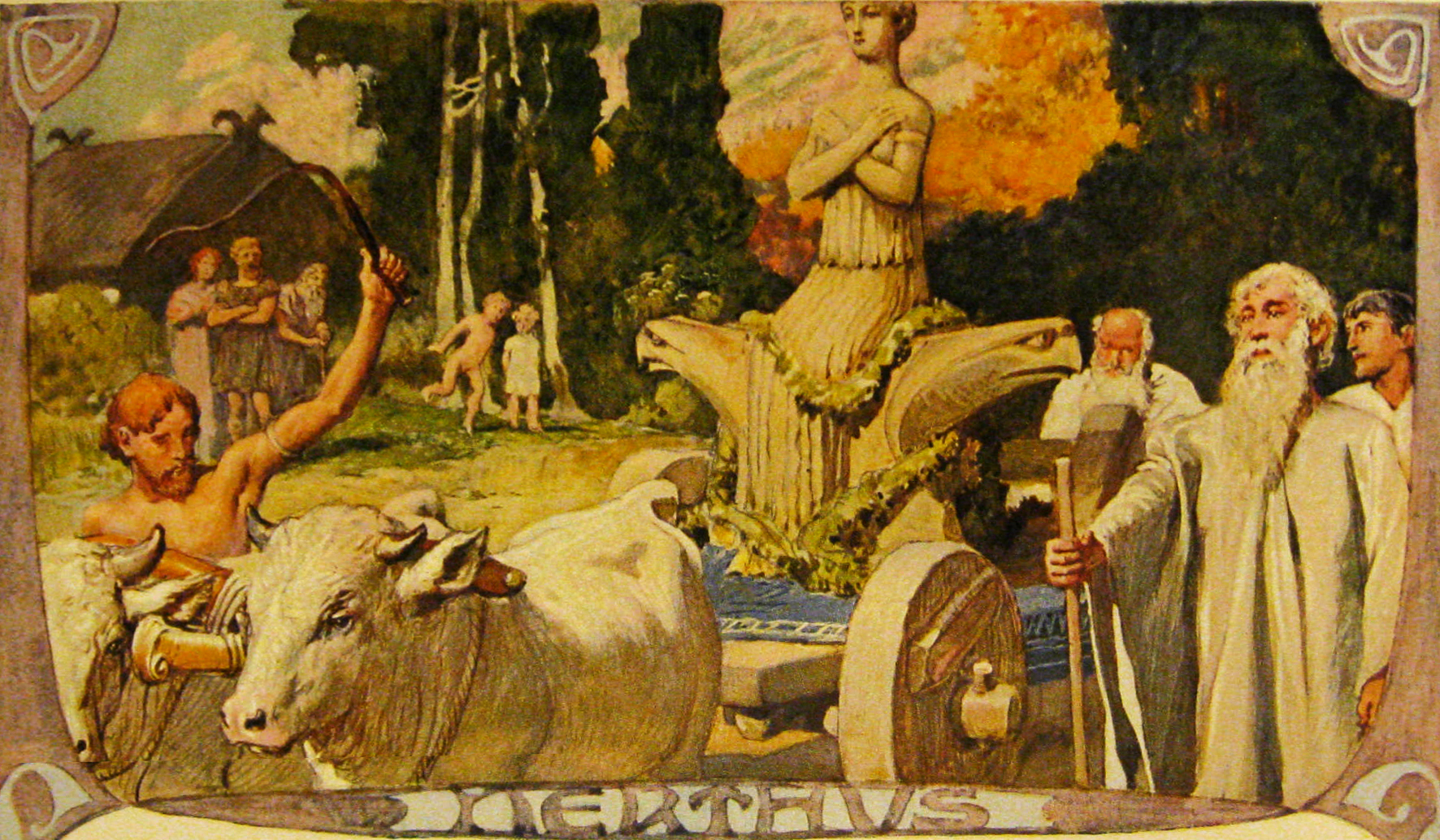
エミール・デープラーによるNerthus（1905年）。

女神ネルトゥスについては、さまざまなゲルマン民族の部族によって敬われていた神であることが1世紀にローマの歴史家タキトゥスによって著書『ゲルマニア』に記述されているが、この女神とニョルズはしばしば同一視されている。
ニョルズの名がアイスランドの文献に現れるまでには約千年の時間がたち、かつ性別の違いがあるものの、ネルトゥス (Nerthus) の名はニョルズの名と語源を同じくしている。またニョルズの子であるフレイとフレイヤのそれぞれの名前の語源も非常に近いものであり、この2名が双子の兄弟姉妹であることから、ニョルズとネルトゥスも性の異なる双子である可能性が指摘されている。

結果的に、『ロキの口論』で語られる、ニョルズがフレイヤとフレイをもうけた相手とされる無名の姉妹と、ネルトゥスが同一視された。

## 脚注

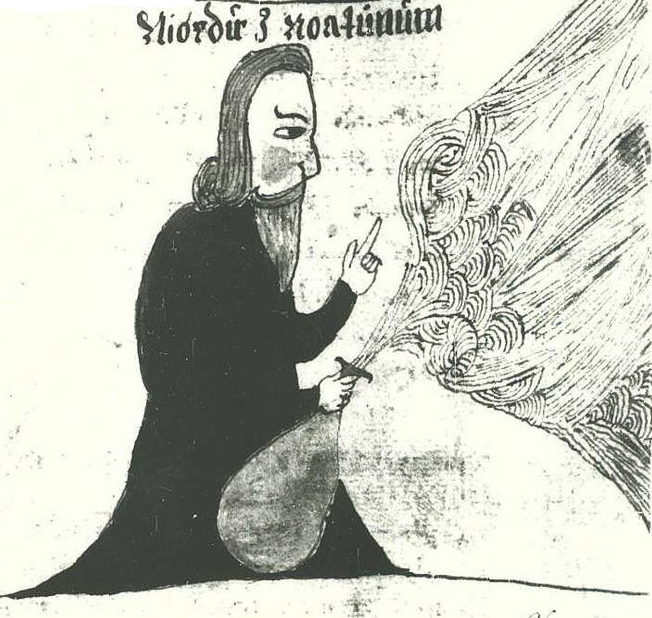
17世紀の写本『AM 738 4to』に描かれたニョルズ。

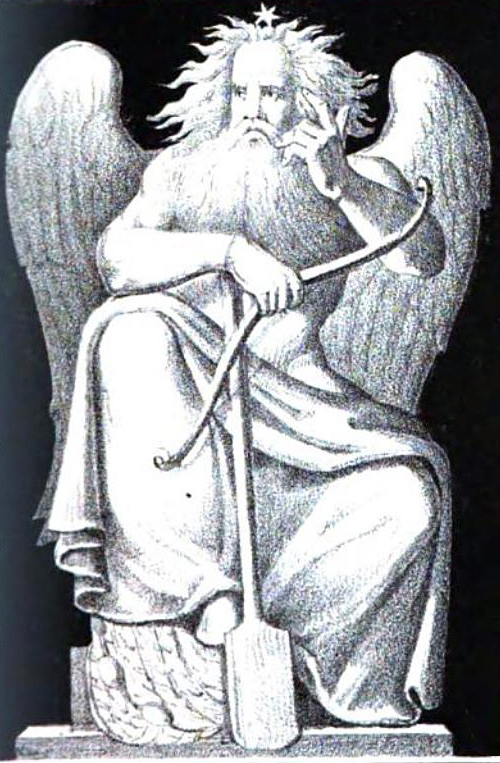
1832年に描かれたニョルズ。